# Defensive tackle

De positie van de defensive tackle, aangegeven met DT

Een defensive tackle is een speler in het American en Canadian football.
Defensive tackles zijn de grootste en sterkste spelers van het verdedigende team en staan opgesteld tegenover de offensive guards. De taken hangen af van de strategie. Zo kunnen ze een blok zetten, de linie van de tegenstander penetreren om de quarterback te vloeren of een pass blokkeren.
Er worden een of twee defensive tackles gebruikt. In opstellingen met een defensive tackle wordt deze ook wel nose tackle genoemd. 
Aanval: Quarterback · Wide receiver · Tight end · Center · Guard · Offensive tackle · Running back · Fullback · H-back

Verdediging: Defensive tackle · Defensive end · Nose tackle · Linebacker · Defensive back

Speciale teams: Placekicker · Punter · Long snapper · Holder · Punt returner · Kick returner · Gunner